# Dolní Jeníkovický rybník
Dolní Jeníkovický rybník o rozloze vodní plochy 1,43 ha je situován pod obcí Jeníkovice na jejím západním okraji v okrese Pardubice pod terénní vlnou asi 100 m od železniční zastávky Jeníkovice. Pod hrází rybníka se nalézá budova bývalého mlýna. Rybník je využíván pro chov ryb a zároveň představuje lokální biocentrum pro rozmnožování obojživelníků.

## Galerie

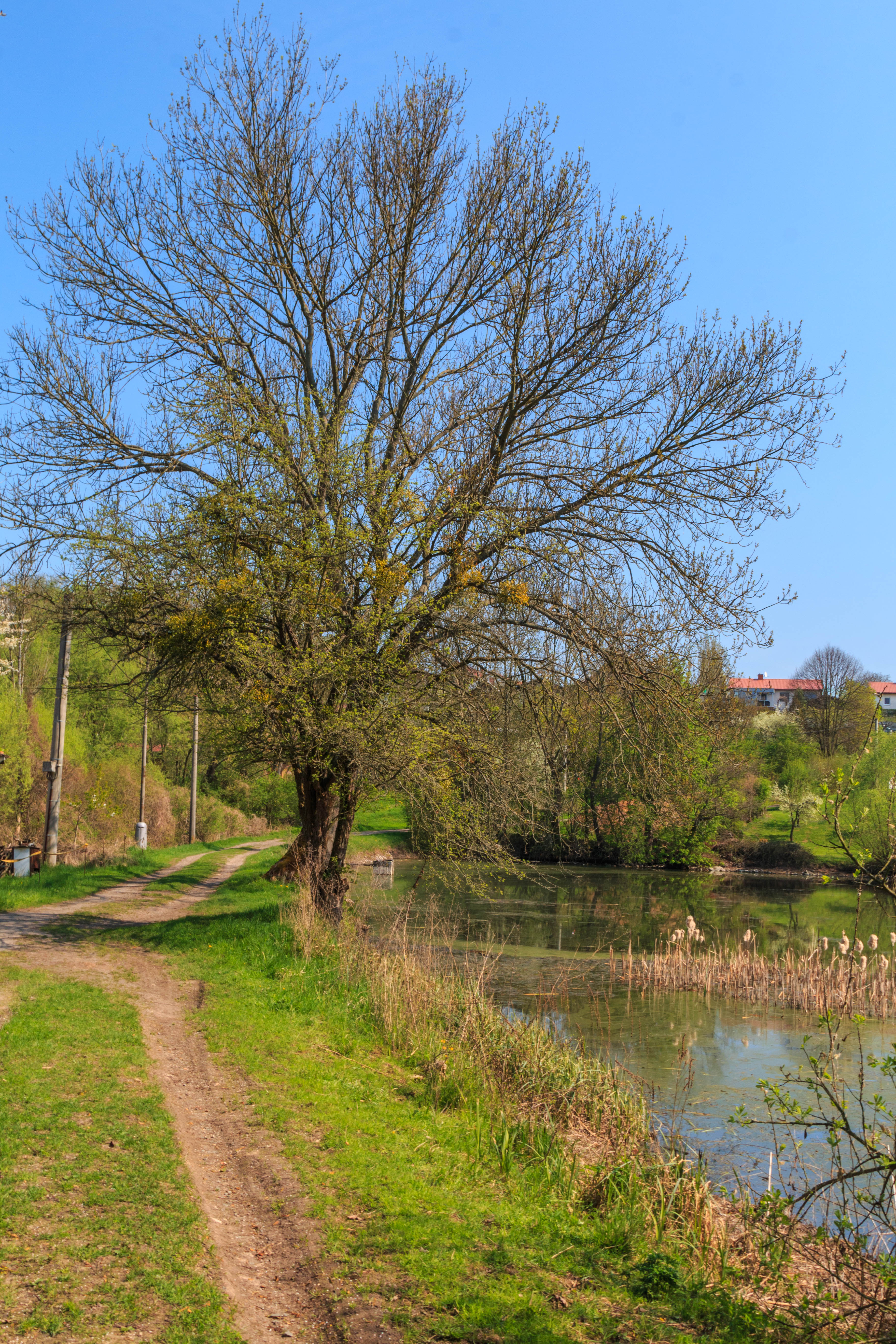
Pohled na Dolní Jeníkovický rybník
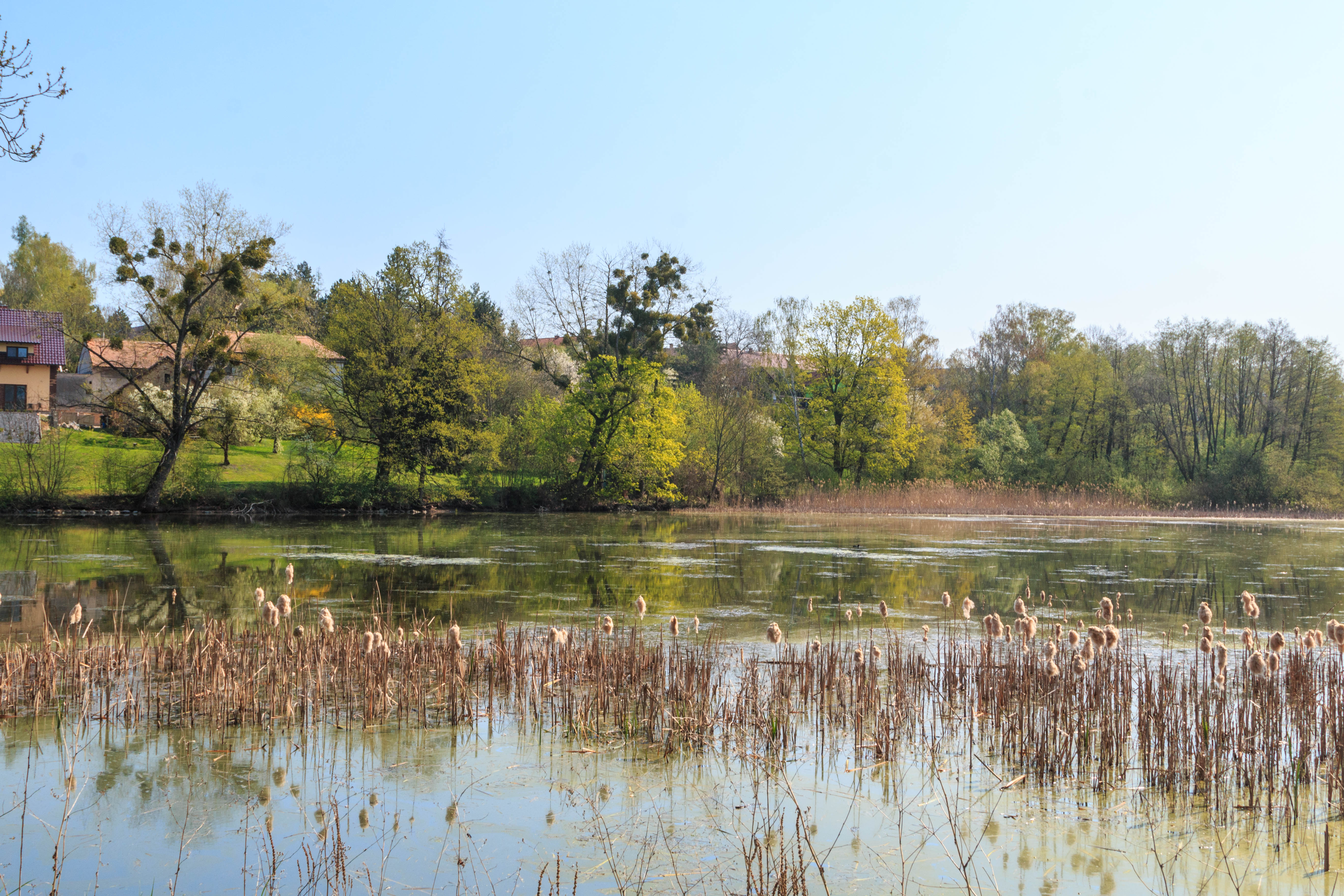
Pohled na Dolní Jeníkovický rybník
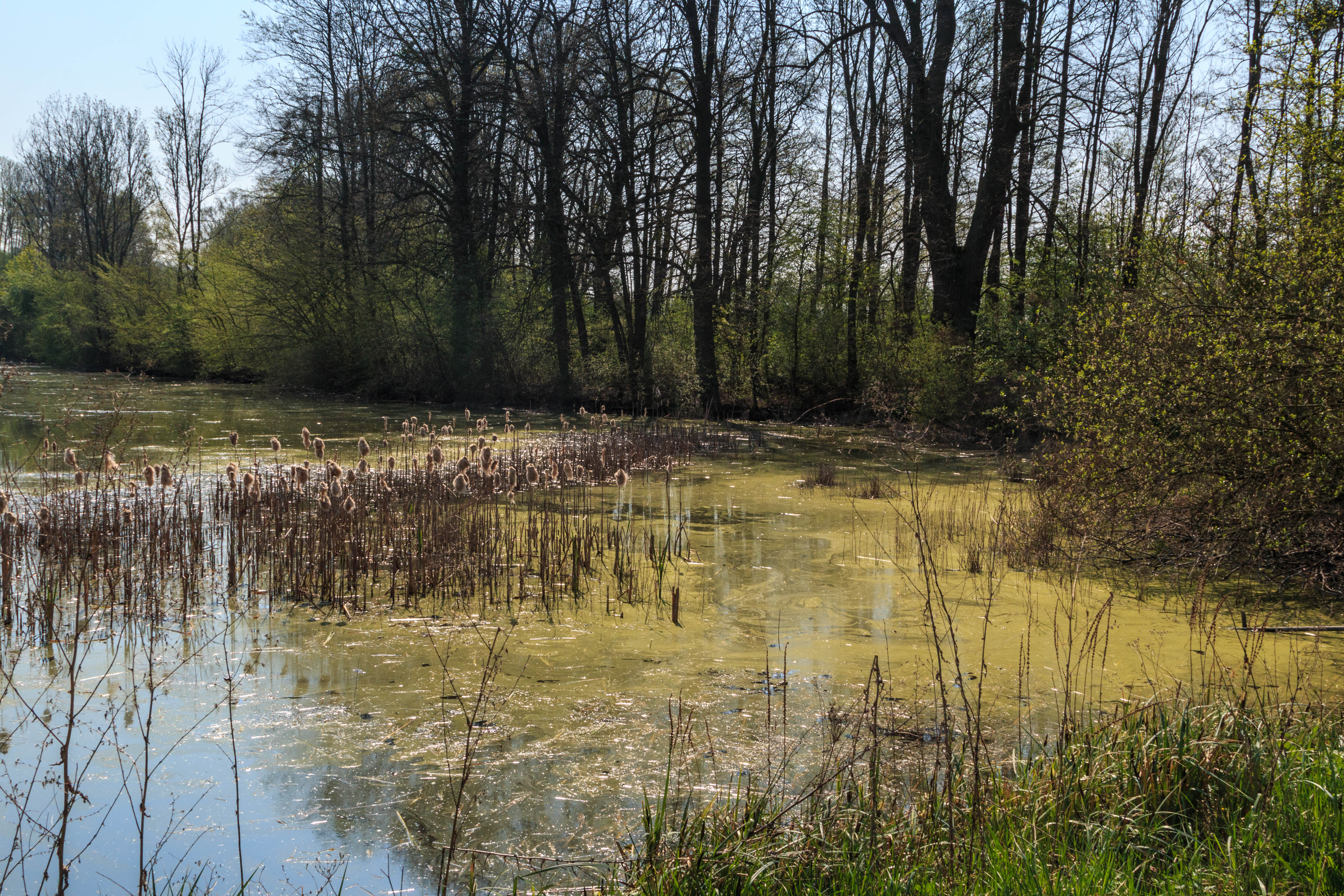
Pohled na Dolní Jeníkovický rybník
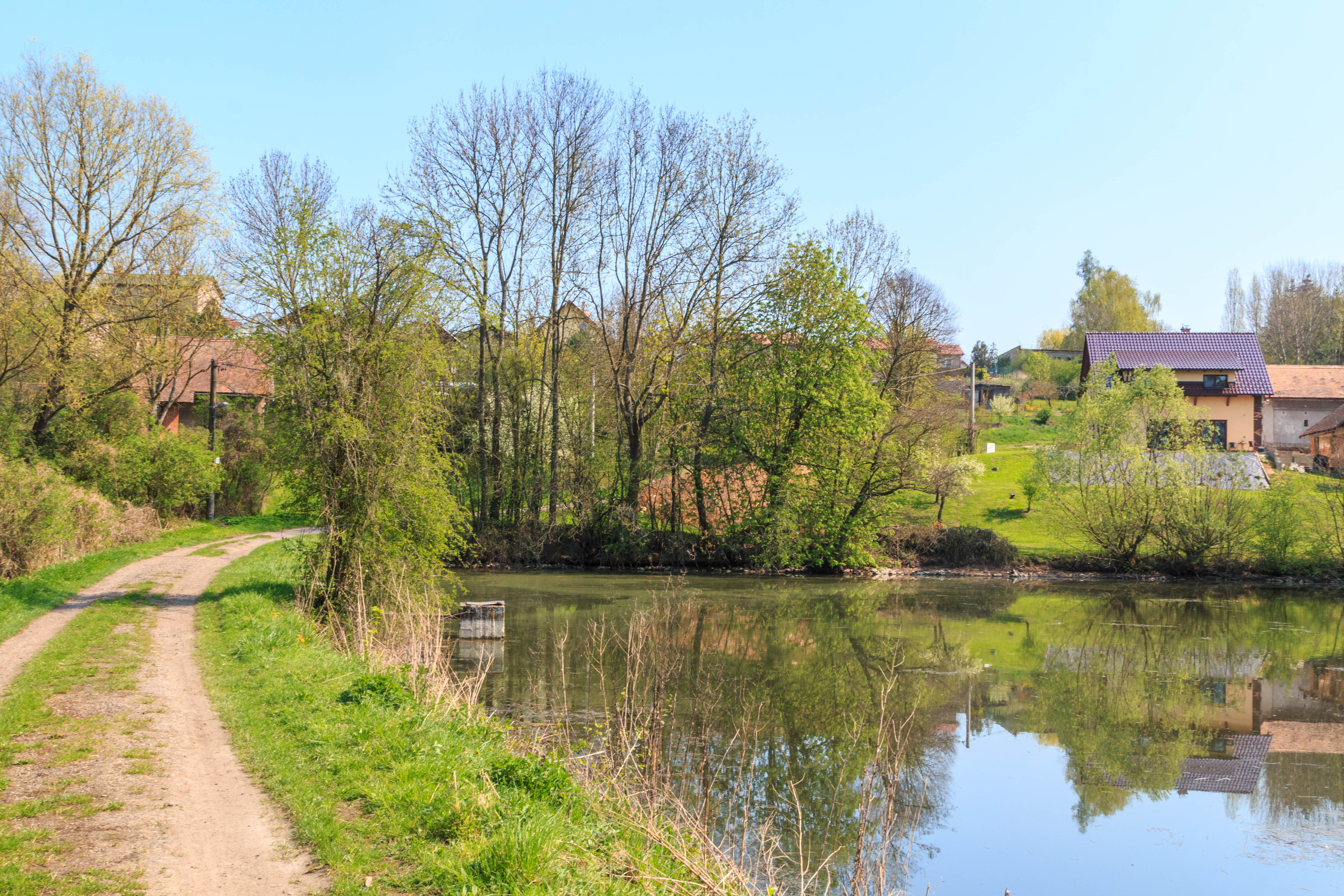
Pohled na Dolní Jeníkovický rybník